# Saint-Mard, Aisne

Saint-Mard este o comună în departamentul Aisne din nordul Franței. În 1 ianuarie 2022 avea o populație de 116 de locuitori.